# Egyházaskesző
Egyházaskesző è un comune dell'Ungheria di 602 abitanti (dati 2001). È situato nella contea di Veszprém.